# Courgerennes
Courgerennes est une ancienne commune française de l'Aube qui est maintenant incluse dans Buchères.

## Histoire
Courgerennes était un fief qui formait une communauté d'habitants, du bailliage ducal d'Aumont qui fut érigé en commune de 1790 à l'An III. Le seigneur du lieu, Jean de Vaucemain déclarait une maison forte à Courgerennes entourée de fossés et un moulin. Les premiers seigneurs attesté furent les Courgerennes et les Putemonois au XIIe siècle ; les derniers furent Louis-Marie, marquis de Mesgrigny, pour partie et Auguste Simon de Noel, dit de Courgerennes. Les habitants avaient un droit d'usage d'environ 80 arpents en la forêt d'Aumont, des terres à pâtures : 15 arpents à Grosses-Grèves, 3 arpents au Pastis, une au Marais-de-la-Cour et en commun avec les villageois de Buchères de deux pièces de pâture en leur finage.
La population était de 85 habitants en 1787 et 94 en 1790.

## Église
La chapelle se trouvant à Courgerennes et sous le vocable de la Nativité de la Sainte Vierge et à la présentation du seigneur et comme succursale de St-Leger-prés-Troyes. Elle est du XIIe siècle et fut remaniée au XVIe siècle, elle possède des fonts baptismaux du Moyen Âge ; les carreaux de pavement qui composaient le sol de la sacristie.

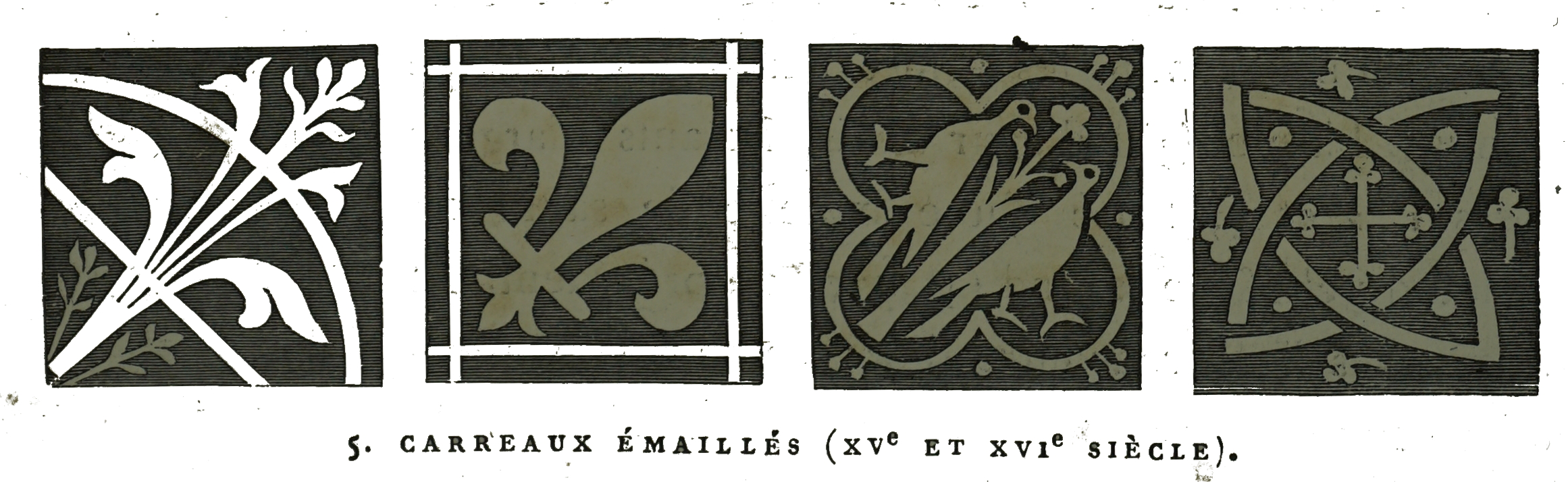
Carreaux émaillés de l'église[5],
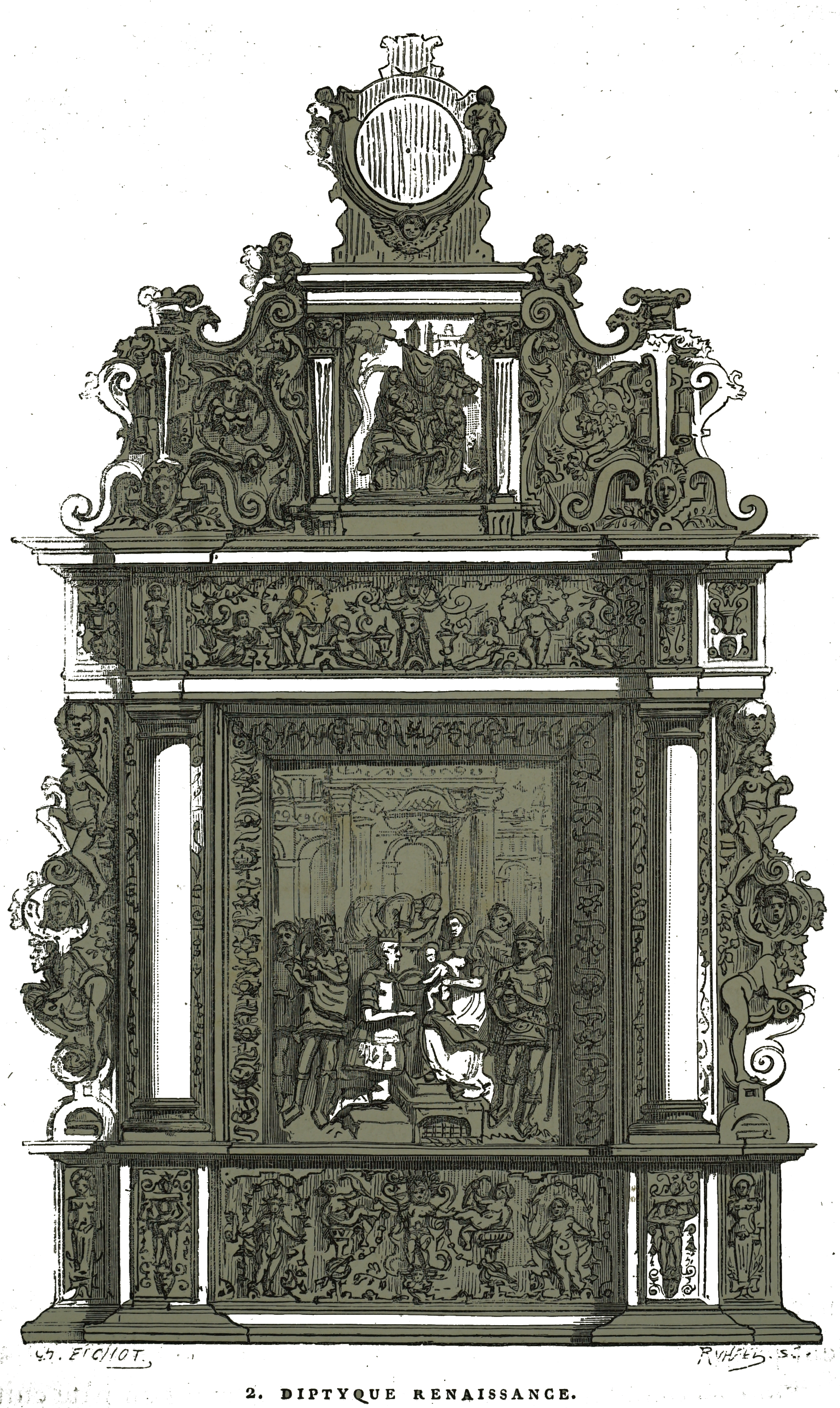
diptyque,
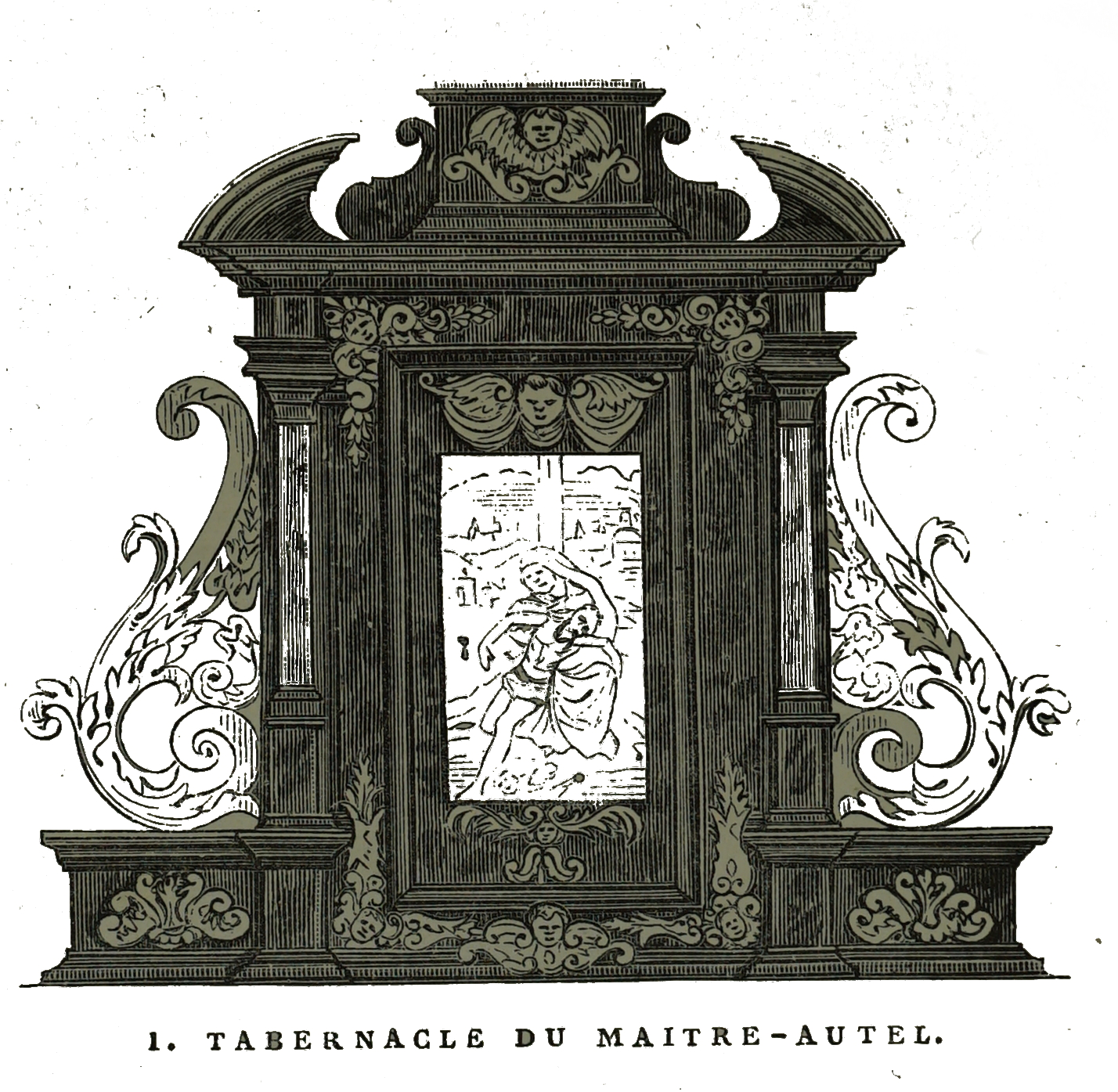
tabernacle.